# Matični broj
 Matični broj  (MB) ili statistički broj je jedinstveni broj koji se dodeljuje svakom privrednom subjektu (privrednim društvima, preduzetnicima, udruženjima, sportskim organizacijama), slično kao što se svakom fizičkom licu dodeljuje  JMBG  (jedinstveni matični broj građana) prilikom rođenja tj upisom u matičnu knjigu rođenih.
Matični broj preduzeća je broj od 8 cifara i pod tim brojem se preduzeće vodi u bazi. On je jedinstven, za svako preduzeće različit i ne može da se menja. Matični broj je jedna od osnovnih karakteristika preduzeća i koristi se za identifikaciju samog preduzeća i dobijanje informacija o njemu.

## Dodeljivanje matičnog broja
Matični broj preduzeća se dodeljuje od strane Republičkog zavoda za statistiku. Međutim RZS-u se ne podnosi poseban zahtev za dodelu matičnog broja. Privrednom subjektu se MB dodeljuje onda kada osnivač podnese svu dokumentaciju koja je, prema Zakonu o registraciji privrednih subjekata potrebna za registrovanje preduzeća u Agenciji za privredne registre. Kada se u APR-u utvrdi da je sve regularno i da preduzeće može da se registruje, APR traži od Republičkog zavoda za statistiku da dodeli matični broj. Za dodeljivanje matičnog broja potrebno je platiti administrativnu taksu od 2140,00 dinara na račun RZS-a. 
Ranije je cela ova procedura oduzimala puno vremena jer je zahtevala odlazak u RZS i APR. Poslednjih godina počeo je da se primenjuje tzv. jednošalterski pristup koji podrazumeva samo odlazak u Agenciju. Sa uvođenjem ovakvog sistema dodeljivanja matičnog broja počelo se od kraja 2004.godine, kada je osnovan APR Zakonom o Agenciji za privredne registre, u cilju sprovođenja reformi u procesu registracije privrednih subjekata, otvaranju i zatvaranju preduzeća.

### Matični broj i PIB
Pored matičnog broja preduzeću se prilikom registracije dodeljuje i poreski identifikacioni broj (PIB) od strane Poreske uprave. Ovo su dva neophodna obeležja privrednog subjekta jer bez njih ono ne može da otvori račune u banci i učestvuje u platnom prometu.

## Čemu služi matični broj
Proteklih godina došlo je do ekspanzije interneta i telekomunikacionih tehnologija što je dovelo do toga da se evidencije raznih vrsta (u državnoj upravi, kod pravnih lica i fizičkih lica ) sve više vode u elektronskom obliku. Dakle internet je omogućio da te elektronske evidencije objavljivanjem na zvaničnim sajtovima državnih i drugih ovlašćenih institucija budu javno dostupne svima kojima su takve informacije potrebne .
Matični broj se koristi za pretraživanje informacija o preduzeću na sajtu Agencije za privredne registre, kao što su:
- osnovni podaci (naziv, pravna forma, sedište, delatnost, puno poslovno ime, PIB, datum registracije),
- članovi društva
- zastupnici
- zabeležbe
- finansijski izveštaji itd.

Matični broj se koristi za dobijanje informacija o tome koliko je preduzeće u prethodnom periodu bilo u blokadi tj nije bilo u stanju da izmiri svoje tekuće obaveze. Ova pretraga može da se izvrši na sajtu Narodne banke Srbije.
Ovakve pretrage imaju za cilj da se firmama, računovođama, advokatima, novinarima i drugim fizičkim licima olakša pristup informacijama koje su im iz određenih razloga potrebne.
Sa druge strane, objedinjenost pristupa koji se postiže, doprinosi tome da svako pravno lice, preduzetnik i fizičko lice može da stekne sliku o tome koliko uspešno određeni privredni subjekt posluje. Drugi to relativno lako mogu da saznaju, a da samo privredno društvo toga nije ni svesno .

## Pojamzajedničkogmatičnog broja
Zajednički matični broj može se javiti kod javnih preduzeća tj kod onih društava koja se sastoje od većeg broja ogranaka (npr Srbijagas, Telekom, PTT). U ovom slučaju privredno društvo dobija svoj jedinstveni matični broj, s tim sto se on „prenosi” na sve ogranke koliko god da ih ima. Na osnovu toga može se reći da svi oni imaju zajednički matični broj. Ovo je ujedno i dobar način da se izbegne nepotrebno gubljenje vremena prilikom registracije svakog ogranka .

## Spoljašnje veze
- Zakon o privrednim društvima
- Republički zavod za statistiku Архивирано на веб-сајту  (24. март 2017)
- Agencija za privredne registre
- Poreska uprava
- Narodna banka Srbije